# Les Mercredis d'Ivanov

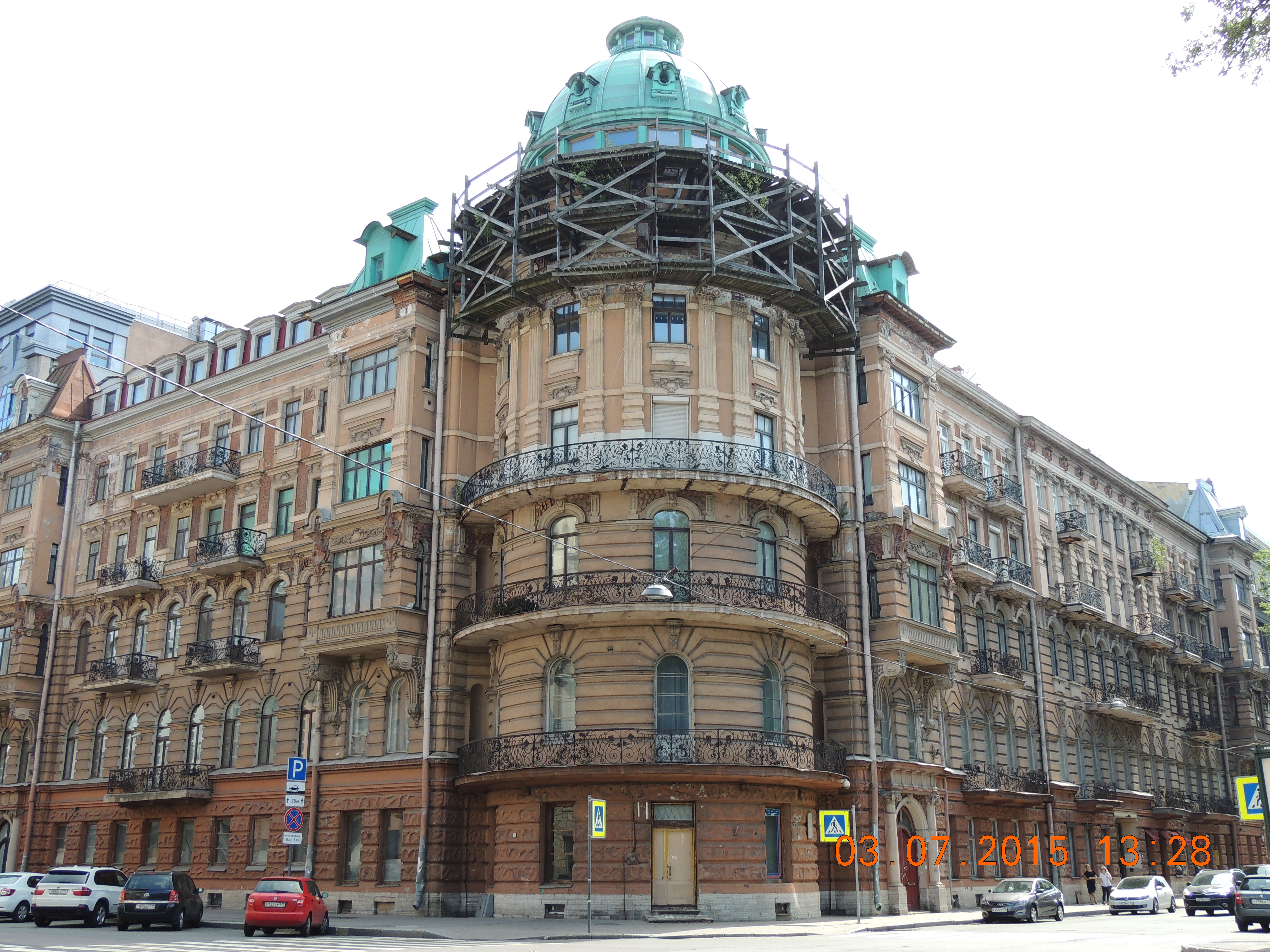
Immeuble La Tour, à l'angle de la rue de Tver (№ 1) et de la rue de Tauride (№ 35) à Saint-Pétersbourg où se tenaient les mercredis d'Ivanov

Les Mercredis d'Ivanov (en russe : Ивановские среды) sont des rencontres littéraires et philosophiques qui ont lieu à Pétersbourg dans les années 1900 et dont le jour est fixé le mercredi dans l'immeuble appelé La Tour. Plus précisément dans une salle d'angle ronde du sixième étage, dans l'appartement du poète symboliste Viatcheslav Ivanovitch Ivanov et de son épouse Lydia Dimitrievna Zinovieva-Annibal, situé dans l'immeuble la tour, au no 35 de la rue de Tauride et de la rue de Tver à Saint-Pétersbourg.

## Histoire
La première réunion à La Tour a lieu le 7 septembre 1905, deux mois après le déménagement d'Ivanov et de sa famille à Saint-Pétersbourg,. Lors d'une des premières réunions (celle du 14 septembre) sont présents: Constantin Balmont, Ossip Dymov (en), Fiodor Sologoub, Gueorgui Tchoulkov. Par la suite, les réunions rassemblaient plus de monde (ainsi, le 18 janvier 1906 le nombre de participants était de 42). Au fil du temps, quand ont commencé à participer des peintres, des musiciens, des poètes, les rencontres ont perdu leur caractère intime du fait qu'il y avait trop de monde.
Dans le même immeuble de La Tour, un étage plus bas, est installée l'École Bakst et Doboujinski créée en 1906 par Ielizaveta Zvantseva sur le modèle des petites écoles studio de Paris. Elle aura Marc Chagall comme élève pendant plusieurs mois.
Le programme des réunions était fixé comme suit: elles commençaient à onze heures du soir et se terminaient quand le soleil se levait au-dessus des toits. En décembre 1905, lors d'une réunion, un président est élu (c'est presque toujours Nikolaï Berdiaev qui est élu), qui réglait les différends entre les participants. Les sujets de discussion des mercredis étaient des thèmes tels que l'art et le socialisme, la religion et le mysticisme, l'acteur du futur, l'anarchisme mystique etc. Après les discussions les participants lisaient des poèmes .
En décembre 1906, l'épouse d'Ivanov Lydia Dimitrievna Zinovieva-Annibal est souffrante et les réunions sont interrompues. En octobre 1907, elle meurt et les réunions ne reprennent qu'à l'automne 1908. La composition et l'objet des réunions se modifie et on voit apparaître les traits et les membres du futur Atelier des poètes. À l'automne 1909, les rencontres se déplacent vers les réunions de la Société des adeptes du langage artistique (en russe :Общество ревнителей художественного слова).
Les mercredis d'Ivanov ont été importants pour le développement de la culture à l'Âge d'argent. Le fait d'être reçu à la Tour Ivanov signifiait avoir obtenu un diplôme d'appartenance aux sommets de l'intelligentsia. C'est dans l'appartement d'Ivanov que se réunissait l'élite intellectuelle de Saint-Pétersbourg (les écrivains, les artistes de Mir iskousstva, les figures musicales et théâtrales, les philosophes etc.). C'est là que sont tenus les débats, les conférences, c'est là que se lisent les nouveautés littéraires. Selon les souvenirs de Sergueï Makovski : « Presque tous nos jeunes poètes sont sinon sortis de la tour Ivanov, l'ont pour le moins traversée ».